# Christódoulos Kolómvos
Christódoulos Kolómvos (grec moderne : Χριστόδουλος Κολόμβος), né le 26 octobre 1988 à Patras, est un joueur de water-polo grec.

## Carrière
Avec l'équipe de Grèce masculine de water-polo, il est médaillé de bronze aux Championnats du monde 2015 à Kazan ainsi qu'à la Ligue mondiale de water-polo 2016 à Huizhou, quatrième du Championnat d'Europe de water-polo masculin 2016 à Belgrade, sixième des Jeux olympiques d'été de 2016 à Rio de Janeiro, médaillé d'argent des Jeux méditerranéens de 2018 à Tarragone et vice-champion olympique en 2020 à Tokyo.